# Hydroxyde de chrome(III)
L'hydroxyde de chrome(III) est un composé inorganique vert gélatineux de formule chimique Cr(OH)3. C'est un polymère avec une structure indéfinie et ayant une faible solubilité. Il est amphotère, se dissolvant à la fois dans les alcalins forts et les acides forts.
En milieu alcalin : Cr(OH)3 + OH− → CrO2- + 2 H2O
En milieu acide : Cr(OH)3(OH2)3 + 3 H+ → Cr(OH2)63+
Il est utilisé comme pigment. Il peut également être utilisé comme colorant à mordant et comme catalyseur pour des réactions organiques.
Il est fabriqué en ajoutant une solution d'hydroxyde d'ammonium à une solution de sel de chrome.
L'hydroxyde de chrome (III) pur n'est pas encore connu parmi les espèces minérales en 2020. Cependant, trois polymorphes naturels de l'oxyhydroxyde, CrO(OH), sont connus : la bracewellite, la grimaldiite et la guyanaïte,,,.